# Гонсало де Бурбон-и-Баттенберг
Гонсало де Бурбон-и-Баттенберг (исп. Gonzalo de Borbón y Battenberg; 24 октября 1914, Мадрид, Испания — 13 августа 1934, Пёрчах-ам-Вёртерзе, Каринтия, Австрия) — испанский инфант, сын короля Альфонса XIII, кавалер ордена Золотого руна. Болел гемофилией, погиб из-за дорожной аварии.

## Биография
Инфант Гонсало родился в 1914 году в Мадриде и стал последним ребёнком и пятым сыном короля Альфонса XIII и его жены Виктории Евгении Баттенбергской. По матери он приходился правнуком британской королеве Виктории. Некоторые потомки последней болели гемофилией, и в их числе оказался Гонсало вместе с самым старшим из братьев, Альфонсо.
Крёстным отцом инфанта стал король Португалии Мануэль II, причём инфант получил при крещении имя Мануэль Мария Бернардо Нарциссо Альфонсо Маурисио. Детство Гонсало провёл в относительной изоляции, окружённый постоянной заботой. 16 мая 1927 года он стал кавалером ордена Золотого руна, в том же году прошёл достаточно успешное лечение, благодаря чему смог начать полноценную жизнь в обществе. В 1931 году, после революции, инфант вместе со всей семьёй уехал из Испании в изгнание во Францию и жил сначала в Париже, потом в Фонтенбло. В 1933 году, после расставания родителей, Гонсало и его сёстры уехали с отцом в Рим. В том же году инфант поступил в Лувенский университет в Бельгии, планируя стать агрономом. 
Летом 1934 года, во время отдыха в Австрии, инфант попал в автомобильную аварию, когда возвращался вместе с сестрой, Беатрисой Изабеллой, с отдыха в Истрии. Машина, за рулём которой была инфанта, врезалась в стену в городе Пёрчах-ам-Вёртерзе из-за попытки объехать велосипедиста. Гонсало на следующий день умер от сильного внутреннего кровотечения. Его похоронили на месте аварии, а в 1985 году тело было перевезено в Испанию и перезахоронено в монастыре Эскориал под Мадридом.